# Mont-d'Origny
Mont-d'Origny è un comune francese di 881 abitanti situato nel dipartimento dell'Aisne della regione dell'Alta Francia.

## Società

### Evoluzione demografica
Abitanti censiti